# Наступ на Менаку
Наступ на Менаку — це серія наступальних дій, розпочатих Ісламською державою у Великій Сахарі проти малійської армії та угруповань самооборони туарегів, включаючи Рух Визволення Азаваду (РВА), Групу самооборони Туарегів Імгада та союзників (ГСТІ), та Джамаат Нусрат аль-Іслам валь-Муслімін, союзного з Аль-Каїдою. Наступ відбувся в окрузі Менака на південному сході Малі.

## Передісторія

### Початок конфлікту в Менаці
Наприкінці 2010-х років у окрузі Менака, що лежить на стиці трьох кордонів з Нігером і Буркіною-Фасо, відбувалися зіткнення між групами самооборони туарегів і групами джихадистів. Перші бої почалися в середині 2010-х років з Рухом за Єдність і Джихад у Західній Африці (РЄДЗА), попередником Джамаату Нусрат аль-Іслам валь-Муслімін (ДНІМ), і в резільтаті, в 2020-х роках Ісламська держава у Великій Сахарі стала найбільшою джихадистською групою в регіоні. Більшість бойовиків ІДВС становлять фулані, кочова мусульманська скотарська група, що конфліктує з туарегами Даусаак протягом багатьох поколінь. У 2017 році лідер ІДВС Аднан Абу Валід ас-Сахраві звинуватив РВА та ГСТІ, зокрема їхніх лідерів Мусу Аг Ачаратумане та Ель Хадж Аг Гаму, у союзі з Францією та Нігером. Звинувачення було подвійним, звинувачуючи всіх туарегів у союзі з Францією, Нігером і Малі, і ас-Сахраві одночасно погрожував нападами на туарегів, якщо РВА і ГСТІ не засудять уряди цих країн.
Заява ІДВС посилила конфлікт між туарегами та фулані, викликавши різанину в Аклазі та Авкасі, в результаті якої ІДВС вбили 47 мирних туарегів. У 2021 році, зіткнувшись зі збільшенням збройних формувань туарегів і зарми в регіоні Менака та регіоні Тіллабері в Нігері, ІДВС продовжила нищити мирних і бойовиків туарегів, убивши кілька сотень людей. Приблизно в цей час ІДВС поширилась на регіони Тахуа та Тіллія в Нігері.

### Розподіл контрою над територією перед наступом
До 2022 року столиця та найбільше місто округа Менака, безпосередньо місто Менака, перебувало під контролем РВА разом із кількома іншими ключовими містами в регіоні. Малійська армія, французька армія в операції Бархан і чеський контингент оперативної групи Такуба також були присутні в Менаці, але тільки в місті. У той час французька армія була в процесі припинення операції «Бархан», і малійський уряд відхилив їхні прохання про втручання. В інтерв'ю журналіст Вассім Наср заявив: «Безпека цієї території залежить від РВА, "Платформи" та інших угруповань туарегів». На той момент ІДВС контролювала території на південь і захід від Талатає.
Незважаючи на загибель аль-Сахраві у 2021 році, ІДВС змогла розпочати наступ кількома сотнями бойовиків. Частково ця сила походила від альянсу з Західноафриканською провінцією Ісламської держави (ЗАПІД), до складу якої входять бойовики з Нігерії. Наприкінці березня 2022 року інформаційне агентство Amaq оголосило ІДВС власною окремою провінцією Ісламської держави, оскільки раніше вона вважалася частиною ЗАПІД.

## Перші атаки

### Атаки на Тамалат і Інсалан
1 березня 2022 року Омар Аг Баджат, офіцер РВА був убитий ІДВС у селі Ігагі. У відповідь РВА заборонив цивільним особам Тамалату, що симпатизують ІДВС, допомагати їм з їжею. У наступні дні вісім бойовиків ІДВС були вбиті в результаті контратаки. 5 березня керівництво ІДВС поширило відеозаписи, на яких вони стверджували, що згідно Ісламського закону було справедливим вбивство худоби міста Даусахака, жителі якого підтримували РВА. Група здійснила рейди на пастухів туарегів, убивши сотні голів худоби поблизу малійсько-нігерського кордону.
8 березня близько 14:00 кілька сотень бійців ІДВС розпочали рейд на село Тамалат і успішно захопили його. Підкріплення РВА намагалися пробитися до села і забрати тіла загиблих, проте бійці ІДВС здійснили рейд вдруге. Під час нападу загинули двоє командирів РВА. Наступного дня РВА оприлюднив заяву з попередженням про зловмисників у Тамалаті, що мали зв'язки з ІДВС. Вони також стверджували, що під час атак було вбито чотирьох бійців РВА, ще двох було поранено, дванадцятеро мирних жителів загинуло, в той час як ІДВС втратили лише трьох. Місцеві джерела заявили, що, незважаючи на відновлення контролю над Тамалатом, група бійців РВА фактично одна протистояла ІДВС у районі Тамалат, і була здивована кількістю нападників та більш складною використовуваною тактикою.
Наступного дня, 9 березня, ІДВС напала на село Інсінан. У минулому Інсінан часто зазнавав нападів джихадистів, тому, через свою роль регіонального економічного центру з багатьма підприємствами володів сильною охороною туарегів. Незважаючи на це, під час атаки село Інсінан було пограбовано та спалено, а десятки мирних жителів села Даусахак було вбито.
Після атак на Тамалат та Інсалан ІДВС відступила назад через кордон Нігеру. Свідки стверджують, що після атак під час масових вбивств було вбито від 40 до 100 мирних жителів. І РВА, і ГСТІ направили підкріплення в район Менака. 12 березня РВА повторно заявив, про відновлення контролю над селом Тамалат після однієї години бою, хоча те саме було заявлено і 8 березня. Того ж дня газета "Ісламської держави "Ан-Наба" заявила, що захопила Тамалат, Інсалан і Андерамбукан.

### Перший рейд на Андерамбукан
12 березня бійці ІДВС перед зіткненням з РВА та ГСТІ, увійшовши в Андерамбукан відрізали телефонний зв'язок. Група вбила кількох мирних жителів, розгромила ринок, а потім покинула село з викраденою худобою. Потім вони напали на Етінбау, але були відбиті РВА та ГСТІ. "Платформа" повідомила, що було вбито близько п'ятнадцяти бойовиків-туарегів, а також кілька десятків мирних жителів, втрати ІДВС були невідомі. Пізніше РВА повідомила, що близько десятка бійців ІДВС було вбито.
Наступного дня гелікоптери малийської армії розпочали нальоти на позиції ІДВС у координації з РВА. France 24 повідомили, що малійська армія завдала авіаударів поблизу Андерамбукана вже після того, як бої закінчилися. 14 березня ІДВС поставила ультиматум жителям села, наказавши їм покинути місто протягом 72 годин, інакше їх буде страчено. Мер Андерамбукана спростував це, стверджуючи, що одиночний бойовик ІДВС прийшов до жителів і запевнив їх, що нападів не буде. Незважаючи на це, кілька сімей втекли.
16 березня ІДВС надіслала листа туарегським угрупованням, в якому говорилося: «Якщо ви вважаєте нас відповідальними за окремі дії (вбивство Ага Баджата), ми мусимо нагадати вам про заарештованих осіб із вашого регіону». ІДВС також згадала угоди 2019 року, які поклали край зіткненням між групами туарегів і ІДВС.

### Роль операції «Бархан».
Під час першого наступу на Менаку, малийська хунта заборонила французьким силам допомагати групам самооборони туарегів, оскільки французькі операції проходитимуть на території Малі. Незважаючи на це, французькі та чеські сили у складі оперативної групи Такуба, що були розміщені в Менаці, стверджували, що порушили лінії постачання джихадистів у Тін-Фадіматі та Ін-Кадеуні. 24 березня французький безпілотник MQ-9 завдав удару по джихадистам в окрузі Менаки, французька влада проідомила про близько 15 убитих. 22 березня малийський гелікоптер також відкрив вогонь по британським військам, але ніхто не постраждав.

## Наступ на Ансонго
21 березня ІДВС штурмували малийський військовий табір у Тессіті, вбивши 16 малийських солдатів і поранивши ще 18, при цьому втрати джихадистів становили 37 бойовиків. Однак це число також включає загиблих під час засади малийської армії на ІДВС у Боні. Ісламська держава заявила, що вбила та поранила десятки малійських солдатів під час нападу на Тессит, а також спалила табір. Під час атаки джихадистів на малійський гарнізон в Ансонго 26 березня, втрати становили двоє джихадистів і один малійськоий солдат. У відповідь малійський уряд стратив 15 мирних жителів Даусахака, що тікали від боїв у Талатає. Троє або четверо інших заарештованих до нападів на Ансонго і Тессит, також були страчено. Координація рухів Азаваду засудила різанину в Ансонго та надала список імен 17 жертв.
Ісламська держава напала на село Лаббезанга 27 березня, а спікер КРА заявив, що бій відбувся між 11:00 і 16:00, в результаті чого загинули десятки з обох сторін, а саме село перейшло під контроль ІДВС. Наступного дня ІДВС опублікувала фотографії сутичок, на яких видно тіла 33 бійців РВА. Наприкінці березня малійська армія розпочала спільне патрулювання з МІНУСМА в регіонах Ансонго та Менака.
3 квітня ІДВС взяла на себе відповідальність за кілька нападів на РВА 26 березня. Група заявила, що вбила 30 бійців туарегів, і опублікувала фотографії одинадцяти загиблих. Наступного дня ІДВС заявила, що 27 березня захопила село Тікріба після бою з РВА, у якому загинули та були поранені десятки бійців РВА. Група стверджувала, що вони здійснили ще одну атаку на Інсінане 28 березня, вбивши близько 100 бійців РВА за останні два дні. У червні ІДВС взяла на себе відповідальність за атаку 12 квітня в Петель-Коле. 22 квітня Мусса Аг Ачаратуман засудив малийську хунту за відсутність реакції щодо наступу на Менаку. Малійська хунта ігнорувала кампанію з самого її початку.
Наприкінці квітня та на початку травня бойові дії на південному сході Малі в основному затихли. До травня Ісламська держава у Великій Сахарі контролювала кілька населених пунктів — Андерамбукан, Інфукаретан, Таджалалт, Інсінан та Тамалат. Андерамбукан, населення якого до початку наступу становило 20 000 осіб, було здебільшого обезлюднено разом з іншими селами. ІДВС знову перейшли в наступ наприкінці травня, атакувавши міста Агазрахен Ігаду 20 травня, а також села Еміс-Еміс та Інекар 22 травня  Проте ІДВС зазнала великих втрат і відступила назад до Інарабану.
Незважаючи на контратаки, ІДВС все ще контролювала більшу частину малійсько-нігерського кордону в окрузі Менака. Пізніше угруповання заявило про майже повний контроль над малійсько-нігерським кордоном у результаті нападів на той час, включаючи повний контроль над єдиною дорогою, що з’єднує Малі та Нігер.

## Битва при Андерамбукані та прибуття ПВК "Вагнер"
На початку червня РВА та ГСТІ за підтримки малийської армії та під командуванням лідера ГСТІ Ель-Хаджа Ага Гаму розпочали атаку на Андерамбукан. Будучи заздалегідь попередженою про напад, Ісламська держава відступила з міста, давши ГСТІ та РВА захопити його без бою. Наступного дня Ісламська держава розпочала атаку на місто, захопивши місто після важких боїв із групами туарегів. Мусса Аг Ачаратуман і Аг Гаму відступили.
Між 11 і 12 червня французькі війська захопили Оумея Ульд Альбакає, старшого командира ІДВС, поблизу Тессита. Французька влада стверджувала, що Альбакайє був головою ІДВС у провінціях Гурма та Удалан на малийсько-буркінському кордоні. Альбакай був виявлений після того, як бойові дії між Джамаатом Нусрат аль-Іслам валь-Муслімін і ІДВС показали його місцезнаходження.
13 червня французькі та чеські війська залишили базу Менака та передали її малийським військам. Також на базі в Менаці розмістилися близько 20-50 російських солдатів воєнізованої групи Вагнера. Командир РВА анонімно повідомив RFI, що РВА раніше не контактувала з "вагнерівцями" щодо їх прибуття, однак все одно готова працювати з ними. Безпілотник Вагнера був збитий 15 липня бойовиками Ісламської держави.
16 червня в Еміс-Емісі спалахнули бої, за даними Ісламської держави. Група також стверджувала, що вбила 145 бійців туарегів і захопила кілька машин і важке озброєння, опублікувавши фотографії, щоб підтвердити свої заяви. Після однієї тільки битви при Андерамбукане ІДВС стверджувала, що вбила 50 бійців-туарегів, опублікувавши 46 трупів як доказ.

## Наступ на Менаку та різанина туарегів
Станом на липень, викрадення людей, вимагання, позасудові вбивства та різанини ставали все більш поширеними явищами у Менаці. Вісім людей загинули під час атаки ІДВС на початку липня в Табараті, а в Тінабау група стратила чоловіка та наказала мирним жителям міста тікати, інакше їх стратять. 27 липня в результаті двох нападів Ісламської держави загалом загинули сімнадцять мирних жителів села Даусахака. Під час першого нападу на Тіфолат було вбито дванадцятьох, під час другого, що було здійснено на Інекарі Тадріанте — ще п'ятьох. Під час засади ІДВС 3 серпня на малійський військовий конвой загинули 16 солдатів. Незважаючи на засаду, уряд Малі продовжував стояти осторонь, а аналітики припускали, що влада Малі навмисне дозволяла групам самооборони туарегів, ДНІМ і ІДВС вести бої між собою.
7 серпня ІДВС розпочала атаку на малійський військовий табір у Тесіті, спричинивши загибель десятків малийських солдатів. ІДВС також збільшили свою зону контролю навколо міста Менака, зайнявши позиціЇ безпосередньо на підходах до міста. Між 7 і 8 серпня Ісламська держава атакувала мирних жителів Даусахака на північному сході від Менаки, вбивши більше десятка людей. Ці напади продовжилися 12 серпня, коли ІДВС вбили ще двадцять людей у селі Ессейлель, крадучи їхню худобу. Посилення рейдів за худобою, включно з деякими рейдами в попередні тижні поблизу міста Менака дозволили фінансувати їх діяльність до серпня та вересня 2022 року  Уряд Малі розпочав контратаку в районі Тессит 29 серпня, вбивши 44 джихадистів.
6 вересня ІДВС розпочала атаку на місто Талатає, яке спільно контролювали РВА та ДНІМ. Під час атаки загинули десятки мирних жителів, а Ісламська держава встановила контроль над містом.

## Контратаки Джамаату Нусрат аль-Іслам валь-Муслімін
Після поразки в Талатає та масових вбивств туарегів Ісламська держава у Великій Сахарі повністю контролювала округ Ансонго і більшу частину трипунктової зони на кордоні між Малі, Нігером і Буркіна-Фасо. Група також почала виконувати «керівні функції», включаючи роздачу ліків місцевим жителям і знищення ймовірних запасів наркотиків. У відповідь Джамаат Нусрат аль-Іслам валь-Муслімін почав поширювати свій вплив на село Менака, намагаючись перемогти Ісламську державу за допомогою кампанії «серця та розуму». Наприкінці жовтня ДНІМ розпочав контрнаступ проти Ісламської держави, боями за Андерамбукан, Інсінан та Тамалат. До кінця жовтня ДНІМ захопила Тамалат. Багато мирних жителів втекли з цих районів, а місцеві збройні групи підтримували ДНІМ.
31 жовтня ІДВС заявили про вбивство 40 бойовиків ДНІМ під час зіткнень. ДНІМ відповів, опублікувавши зображення сімдесяти вбитих бійців Ісламської держави, визнавши власні втрати в 30 чоловік. Згодом спалахнули бої в селі Анчвадж, регіоні Гао, між ГСТІ та Ісламською державою. ГСТІ стверджувала, що п'ятнадцять бійців ІДВС були вбиті в бою, разом з дев'ятьма бійцями туарегів і чотирма страченими мирними жителями. Ісламська держава стверджувала, що вбила 14 бійців ГСТІ, і не понесла жодних втрат.
Пізніше Ісламська держава заявила, що ДНІМ убила 20 мирних фулані під час різанини біля Тамалату. ДНІМ заперечує звинувачення. 12 листопада дві групи зіткнулися в Ндакі, що в Малі, в результаті чого 85 бійців ДНІМ було вбито. Зіткнення загострювалися до 7 грудня, коли вони знову спалахнули в селах Таджалалт і Харум. У боях загинули сотні бійців з обох боків. Незважаючи на це, у грудні 2022 року надзвичайно велика кількість бойовиків Ісламської держави у Великій Сахарі присягнула на вірність новому халіфу Абу аль-Хусейну аль-Хусейні аль-Кураші. Аналітики констатували, що таке велике скупчення бойовиків було відкрито знято в районі трипунктової зони вперше.
Лідер ДНІМ, Іяд Аг Галі пізніше з'явився в регіоні Менака під час кампанії вербування проти ІДВС. Галі зустрівся з кількома керівниками міста Даусаак, деякі з яких були членами Руху Визволення Азаваду. У відповідь анонімний чиновник РВА заявив, що жоден лідер туарегів не перейшов на бік ДНІМ, і що між двома групами не було ніякого альянсу, окрім випадків боротьби проти спільного ворогу, наприклад під час битви за Талатає. Відсутність уваги до регіону та ігнорування з боку малійського уряду також були причиною тиску на молодих безробітних мешканців Менаки, щодо їх приєднання до ДНІМ.
Галі також скликав зустріч у Джуенхане між КРА, ГСТІ та малийськими членами перехідної ради щодо створення пакту про ненапад між групами та ДНІМ. Кілька сторін підписали угоду, зобов’язавшись не атакувати ДНІМ і зосередитися на ІДВС.
1 березня в Тіфандіматі спалахнули сутички між ДНІМ та ІДВС, обидві сторони стверджували, що вбили десятки бійців.

## Консолідація регіону Ісламською державою
У березні 2023 року після атаки ІДВС на Інтагейм нігерська армія приєдналася до боротьби проти Ісламської держави у Великій Сахарі. Зіткнення спалахнули в Тіллоа 17 березня, а пізніше нігерська армія захопила базу ІДВС в Хамакаті.
10 квітня 2023 року ІДВС захопили місто Тідермен без бою з ДНІМ. Після падіння Тідермени майже кожен окру в регіоні Менака потрапив під контроль ІДВС, окрім міста Менака. Місцеві жителі в цьому районі стверджують, що бійці ІДВС поширюють Коран серед населення та наполягають, щоб мирні займалися звичайними справами. Близько 30 000 біженців з регіону втекли в інші райони, такі як Гао та Кідаль. Безпосередньо місто Менака перебуває в повній облозі, а всі дороги на в'їзд і виїзд знаходяться під контролем Ісламської держави. До травня 2023 року весь регіон Менака, окрім міста, знаходився під контролем ІДВС.

## Вплив

### Атаки на Тамалат та Інсінан
Малійський військовий чиновник на початку березня 2022 року заявив, що внаслідок бойових дій у Тамалаті та Інсінані загинуло «багато людей». Анонімний чиновник в регіоні Менака підтвердив це, заявивши, що лиш за три дні боїв було вбито понад сто мирних жителів і бойовіків. Лідер РВА Мусса Аг Ачаратуман заявив, що під час атак загинули двадцять бійців РВА і 40 мирних жителів. У середині березня мер Тамалата оголосив про 153 загиблих і 63 поранених, у тому числі 25 жінок і 7 дітей. Ісламська держава заявила про загибель 250 бійців туарегів у період з 9 по 11 березня  France 24 заявили про щонайменше 400 убитих туарегів. Наприкінці березня ІДВС опублікувала фотографії близько 30 убитих бойовиків "Платформи".

### Різанина в Талатає
Наприкінці березня Координація рухів Азавада заявила, що ІДВС з початку наступу на Менаку вбили 500 мирних жителів. Пізніше Reuters з посиланням на анонімне військове джерело підтвердило ці дані. Інший урядовець регіону Гао заявив, що тільки в Талатає між 21 і 25 березня було вбито 200 мирних жителів  У звіті Організації Об’єднаних Націй зазначено, що з березня по червень щонайменше 264 цивільниїх були вбиті ІДВС.
У липні, за оцінками Ачаратумана, у масових вбивствах було страчено до 1000 мирних жителів. Оцінки ACLED показали аналогічні цифри у вересні.

### Біженці
14 березня 2022 року, за оцінками УВКБ ООН у Малі, щонайменше 1500 людей втекли від боїв у Менаці. Пізніше 31 березня МІНУСМА повідомила, що в районі трьох пунктів спостерігаються значні переміщення населення. Станом на кінець травня 2022 року ООН повідомила про 15 000 ВПО в Малі та 8 000 у Нігері. До серпня це число зросло до 50 000 біженців в одній тільки Менаці.